# Xingu Hill
Xingu Hill to solowy projekt muzyczny Johna Sellekaersa, belgijsko-kanadyjskiego muzyka i artysty.
Pod tym szyldem ukazało się dotychczas 5 albumów oraz 1 singel. Oprócz tego, Xingu Hill pojawia się również na trzech płytach wydanych wraz z innymi artystami: jako xhm² z Mathisem Mootzem i Cedrikiem Fermontem, we współpracy z Davidem Thrussellem (jako Black Lung & Xingu Hill) oraz z Tamarin, jako podkład muzyczny do fragmentów książek Briana Evensona, czytanych przez autora.
Muzykę Xingu Hill można określić jako mroczną odmianę elektroniki, a w szczególności "dark IDM" i ambient, czasem minimal, experimental czy breakcore. Można też dostrzec nawiązania do motywów "plemiennych", zarówno w muzyce, jak i tytułach utworów czy samej nazwie projektu (Xingu to rzeka w Amazonii, a także nazwa grupy plemion Indian południowoamerykańskich).

## Dyskografia
- 1995: Maps Of The Impossible, CD (Nova Zembla)
- 1995: Maps Of The Impossible, 2xLP (Nova Zembla)
- 1996: (Fiction), CD (Nova Zembla)
- 1996: (Fiction), LP (Nova Zembla)
- 1997: Relay, CD (Nova Zembla)
- 1999: Alterity, CD (Hymen Records)
- 1999: The Andronechron Incident (wraz z Black Lung), 10" (Ant-Zen)
- 2002: The Andronechron Incident (wraz z Black Lung), CD (Ant-Zen)
- 2003: 16-bit Golem, 7" (Mirex)
- 2004: Fiction, MP3 (Hushush, reedycja)
- 2004: Relay, MP3 (Hushush, reedycja)
- 2004: Unreleased Material (1995-1997), MP3 (Hushush)
- 2005: Altmann's Tongue (wraz z Brianem Evensonem i Tamarin), CD (Ant-Zen)
- 2005: Maps Of The Impossible, MP3 (Hushush, reedycja)